# Як живуть люди в Радянській Росії: враження з поїздки
Як живуть люди в Радянській Росії: враження з поїздки — документальний роман 1933 року єврейського журналіста і письменника Менделя Ошеровича, подорожні записки про його гнітючі враження з поїздки до Радянського Союзу, та зокрема в Україну в 1932 році. Ошерович правдиво описує жахливі реалії життя звичайних радянських людей в опанованій більшовиками Україні на початку Великого Голоду.
Мендель Ошерович, американський журналіст єврейської щоденної газети соціалістичного спрямування, живе в полоні пропагандистських похвал на адресу першої в світі комуністичної держави. Він отримує редакційне відрядження для висвітлення щоденного життя простих людей, щоб додати більше людського образу до пропаганди «величних досягнень» у побудові справедливого безкласового суспільства. І хоча він бачить ознаки індустріалізації, наочно бачить припинення переслідування євреїв, яке було в царські часи; однак йому впадає в вічі страждання селян, забиті біженцями поїзди, якими вони намагаються дістатись до міст, щоб розжитись хоч якоюсь поживою. Знаючи з дитинства українську, їдиш і російську мови, він розмовляє з пасажирами в поїздах, з робітниками, селянами, обслугою, випадковими зустрічними людьми, дітьми. Він чує і читає офіційну пропагандистську інформацію, де говориться про тимчасові труднощі і необхідні жертви заради «світлого майбутнього». З другого боку, серед людей ходять чутки про селянські повстання, придушені з нелюдською жорстокістю, про родичів, «зданих» їхніми дітьми до ГПУ. День за днем він бачить вмираючих і близьких до смерті людей, слухає і занотовує їхні розповіді. Він все більше розуміє, на що перетворила нелюдська влада його рідні місця на Поділлі навколо Тростянця, які колись жили може й не багато, але більш-менш у достатку. Його душить повсюдна атмосфера розпачу, страху і непевності в завтрашньому дні. Він бачить, як його колишні знайомі — євреї і неєвреї — постійно шукають за якимось шматочком хліба, щоб вижити. Люди не мають чим почастувати його, запрошуючи до хати, і дуже цього стидаються. В той же час він бачить якихось партійних функціонерів і закордонних туристів, привезених з пропагандистською метою, які харчуються делікатесами. Зрештою, двоє його братів самі приєднались до каральних органів, завданням яких є методично відбирати у селян хліб.

Мільйони людей були доведені до крайнього відчаю, до життя, часом гіршого, аніж сама смерть. Пошесть ширилась у селах і містечках. Люди вмирали, бо вже не могли довше витримувати той жахливий голод… В цьому страшному становищі серця просто розривались від болю.
Оригінальний текст (англ.)
“Millions of people had been driven to the greatest desperation, to a life sometimes even worse than death. Plagues circulated in villages and in the towns. People died because they could no longer endure their terrible hunger… This harrowing state of affairs tore at one's heart.”
— Mendel Osherowitch (1933). How people live in Soviet Russia: impressions from a journey.
Сам доведений до морального вичерпання перебуванням у Радянському Союзі протягом лютого-березня 1932 року, Ошерович повернувся до Нью-Йорка  і далі працював у єврейському часописі, незважаючи на знайомство з реаліями «соціалістичного раю». Зі своїх записок він написав і опублікував мовою їдиш свій скрупульозний роман-свідчення, який отримав неоднозначну, а часом різку критику. Слід зазначити, що мова книжки така, щоб, не приховуючи фактажу, все ж мінімально поставити під удар родичів і близьких, які залишились в Україні. Зрештою, є свідчення, нібито його брат написав гнівного листа-відречення від брата-«наклепника». Опублікувавши книжку, Мендель Ошерович ніколи не виступав у англомовній пресі з подальшими свідченнями чи звинуваченнями сталінського режиму. Він займався громадською діяльність, спрямованою на допомогу євреям в Україні, але його публіцистика залишалася «в рамках». Які були справжні мотиви цієї позиції, важко сказати. Але сама книжка була і залишається вражаючим правдивим свідченням очевидця Голодомору в Україні
Книга перекладена з їдиш на англійську Шерон Павер (англ. Sharon Power), передмова під назвою «"Вперед" — забагато десятиліть запізно» і загальна редакція Любомира Луцюка. 
На обкладинці книги - стара студійна фотографія автора Менделя Ошеровича з матір'ю, зроблена під час його перебування на Поділлі в 1932 році.